# Manzotin
Manzotin è un marchio italiano di carne in scatola prodotta dall'azienda Inalca S.p.A. del Gruppo Cremonini di Castelvetro di Modena, in provincia di Modena.

## Storia
Le origini risalgono al 1951, quando Angelo Zerbi fondò l'azienda ICIS S.a r. l. Industria Carni in Scatola, meglio nota come ICIS, con sede e stabilimento a Cermenate, in provincia di Como. La carne in scatola prodotta dalla ICIS venne commercializzata con il marchio Manzotin, inventato dallo stesso Zerbi, che deriva dall'unione dei termini manzo e tin ("lattina" in inglese).
Manzotin acquisì notorietà grazie alle campagne pubblicitarie promosse dall'azienda attraverso vari canali, tra cui la televisione, con la messa in onda del primo spot nel 1960 nel programma Carosello trasmesso dalla Rai. Nel medesimo anno, l'uomo d'affari greco Joseph Nissim rilevò l'ICIS, che nel 1962 mutò la ragione sociale in Soc. a R. L. Manzotin, trasformata l'anno successivo in società per azioni. Nel 1962 venne girato e trasmesso un nuovo spot della Manzotin, che vedeva come testimonial il presentatore televisivo Corrado.
Nel 1965, l'azienda lombarda modificò nuovamente la propria ragione sociale, trasformandosi da Manzotin SpA a Trinity Alimentari Italia SpA. La Trinity Alimentari, oltre alla produzione di carne in scatola Manzotin, diversificò le sue attività con l'ingresso nel business del tonno in scatola con il marchio Rio Mare, che a partire dagli anni settanta divenne la prima azienda italiana del suo settore.
Trinity Alimentari, divenuta Bolton Alimentari SpA nel 2003, cedette il marchio Manzotin alla Generale Conserve di Genova nel 2013, la quale lo rivendette nel 2016 alla Inalca SpA, azienda italiana del Gruppo Cremonini di Castelvetro di Modena.

## Informazioni e dati
Manzotin è il secondo marchio italiano più noto nel settore delle carni in scatola dopo Simmenthal, di cui per decenni è stato il principale concorrente. Nel Gruppo Cremonini, di cui fa parte dal 2016, è il secondo marchio dopo Montana.

## Curiosità
- Manzotin è il soprannome di un personaggio del film Febbre da cavallo del 1976, diretto da Steno: il macellaio Otello Rinaldi interpretato dall'attore Ennio Antonelli.